# آی سی‌جی‌وی اوین
آی سی‌جی‌وی اوین (به انگلیسی: ICGV Óðinn) یک کشتی است که طول آن ۲۰۸ فوت ۱۱ اینچ (۶۳٫۶۸ متر) می‌باشد. این کشتی در سال ۱۹۵۹ ساخته شد.